# Нумер 482
Ну́мер 482 — український рок-гурт.

## Історія гурту
Колектив був утворений в 1998 році в Одесі. Лідером і одним із засновників гурту є вокаліст Віталій Кириченко, який до цього грав у гурті «Містер Гольф». На початку 1999 року він був запрошений трьома музикантами гурту К. О. К.С  на посаду вокаліста. Він придумав назву для колективу: «Зроблено в Україні. Якість підтверджена. Нумер 482». Цифрами 482 починається  штрих-код українських товарів. Раніше, до 2012 року, цифри 482 були телефонним кодом рідного міста Одеса, тому назву підтримали всі музиканти.
У 2002 році гурт офіційно переїхав до Києва. У 2004 році записується і випускається дебютний альбом «Kawai». У 2006 році з гурту пішов ударник Ігор Гортопан. Його замінив Олег «Кузя» Кузьменко. У тому ж 2006 році гурт випускає другий альбом «Нумер 482». У 2008 році гурт стає представником України на Євро-2008 в Женеві (Швейцарія). «Нумер 482» є учасником фестивалів: «Таврійські ігри», «Чайка», «Коблево», EuroFoot (Швейцарія), «Тарасова Гора», «Музика Гідності», «Із країни в Україну». Гурт має два дипломи «Книги Рекордів України». Російська преса охрестила «Нумер 482», як «український Red Hot Chili Peppers»
У 2011 році гурт припиняє свою діяльність, але влітку 2014 го — гурт знову з'являється в ефірах радіостнацій з новою піснею  «Добрий ранок, Україно», яка через деякий час стає хітом і новою візитівкою гурту. З серпня по листопад 2014-го — «Нумер 482» беруть участь у волонтерському турі по Східній Україні в рамках фестивалю української культури «Із країни в Україну». У лютому 2015-го — «Нумер 482» презентують наступний новий сингл «Важлива», який буквально відразу потрапляє в гарячі ротації провідних радіостанцій України. Фронтмен гурту Віталій Кіриченко зробив заяву, що сингл «Важлива» є відправною точкою у створенні нового альбому гурту.
2021 - гурт із Русланом Горовим записав пісню Запах свободи в рамках проєкту "Так працює пам'ять", присвяченому Дані Дідку та всім, хто загинув за Україну.
В 2022 Віталій Кириченко долучився до 130-го батальйону 241-ї бригади ТрО Києва.

## Склад

### Поточні учасники
- Віталій Кириченко — вокал
- Володимир Бузаджі — гітара
- Андрій Карлюга — бас-гітара
- Ігор Мережаний — ударні
- Сергій Шевченко - гітара

### Колишні учасники
- Ігор Гортопан — ударні (1998-2006)
- Володимир Непомящий

## Дискографія

### Альбоми
- Kawai (2004)
- Нумер 482 (2006)
- ДРУ (2018)
- Тест на вагітність (2021)

### Радіосингли
- Триллер (2006)
- Добрий ранок, Україно (2014)
- Важлива (2015)

## Кліпи
- Стрибай (2004)
- Радіо (2004)
- Не напишу (2004)
- Серце (2006)
- Серце vs Gorchitza (2006)
- Інтуїція (2006)
- Hi (2006)
- Трилер (2006)
- «Добрий ранок, Україно» (2015)
- «Важлива» (2017)
- Попелюшка (Тартак feat Нумер 482, 2018 рік)[2]

### Про відновлення гурту
- НУМЕР 482: «Любити – означає діяти»
- Нумер 482 – Добрий ранок, Україно (Сингл)
- Про відео проєкт гурту "Нумер 482" "REstart"